# Hexatoma plutonis
Hexatoma plutonis är en tvåvingeart som beskrevs av Alexander 1937. Hexatoma plutonis ingår i släktet Hexatoma och familjen småharkrankar. Inga underarter finns listade i Catalogue of Life.